# Étienne Decroux
Étienne Marcel Decroux (* 19. Juli 1898 in Paris; † 12. März 1991 in Boulogne-Billancourt) war ein französischer Schauspieler und Pantomime. Er gilt als der Vater der modernen Pantomime und als Mitbegründer des modernen Körpertheaters.

## Leben
Decroux begann seine Theatertätigkeit 1923 mit einer Ausbildung an der Schule des Vieux-Colombier-Theaters unter der Leitung von Jacques Copeau. Ab 1926 war er Mitarbeiter und Schüler von Charles Dullin und arbeitete unter Regie von Gaston Baty, Louis Jouvet und unter Antonin Artaud am Théâtre Alfred Jarry. Ende der 1930er-Jahre gründete er seine eigene Pantomimenschule, die bis 1987 in der rue Edouard Vaillant in Boulogne-Billancourt bestand. Allerdings schloss er die Schule schon bald wieder wegen des Zweiten Weltkriegs. Schon 1931 debütierte er mit einem ersten Sketch La vie primitive, 1940, 1941 und 1942 folgten weitere.
1943 wurde er Lehrer für Pantomime am Théâtre Sarah Bernhardt und inszenierte mit Jean-Louis Barrault an der Comédie-Française. 1947 bis 1951 unternahm er Tourneen durch verschiedene europäische Länder, danach hatte er ein Engagement am Cabaret Fontaine des Quatres Saisons. In den Fünfzigerjahren übernahm er weitere Lehrer- und teilweise auch Inszenierungstätigkeiten unter Giorgio Strehler am Piccolo Teatro in Mailand, am Actors Studio und der Universität in New York sowie in den Niederlanden, der Schweiz und in Norwegen.
1954 erhielt Decroux im schwedischen Stockholm am Choreografischen Institut (der heutigen Tanzhochschule Stockholm) die Professur für Pantomime, die einzige im Rahmen einer staatlichen Hochschule organisierte Pantomimenausbildung Skandinaviens. Da er in seiner Funktion als Lehrer bei den Schülern als nicht sehr umgänglich galt und die Pantomime wesentlich wissenschaftlicher vermittelte als sein charismatischer Schüler Marcel Marceau, endete die Professur bereits ein Jahr später. Überhaupt galt Decroux oft als eigensinnig und stur; seine Ausbrüche waren so gefürchtet wie die Intelligenz und Gelehrsamkeit des Autodidakten bewundert. Möglicherweise war Decroux über den Ruhm seiner ehemaligen Schüler Marceau und Barrault verbittert.
Als Filmschauspieler war Decroux im Film Kinder des Olymp (Les enfants du paradis), in dem er den Vater des Pantomimen „Baptiste“ (gespielt von Barrault) verkörperte, und in vielen weiteren zu sehen.
Zu seinen Studenten und Mitarbeitern gehörten Jean Soubeyran, der seine „Mime corporel“ ideal verkörperte, Wolfram Mehring, der sich später von ihm distanzierte und seine eigene Theorie und Praxis des Schauspielers erarbeitete, Daniel Stein und Andrea Clausen sowie sein Sohn Maximilien (eigentlich: Edouard), schließlich auch seine „Meisterschülerin“ Grillon (i. e. Janine Grillon), „eine genialische Allround-Künstlerin, deren Spielbegabung vom Valerio bis zum Geizigen durch alle Rollenfächer reicht“ und die später mit Wolfram Mehring das Théâtre de la Mandragore mitbegründete und viele Masken und Kostüme dieser Gruppe kreierte.
Decroux' Sohn Maximilien führte die Schule seines Vaters während dessen Auslandsaufenthalten weiter, bis sich Vater und Sohn wegen des wachsenden Einflusses des Sohns in beiderseitigem Einverständnis trennten und letzterer 1960 seine eigene Schule in Paris gründete.

## Wirkung
Étienne Decroux entwickelte bis zu seinem Lebensende eine strikte und umfassende Methodik der Körperausbildung, die er „Mime corporel dramatique“ nannte. Er hatte damit den Versuch unternommen, der Pantomime eine eigene (und der Schauspielkunst eine neue) Sprache mit ihrer eigenen Grammatik zu geben. Mit seiner Forderung: „Un homme nu sur une scène nue“ war er lange vor Grotowski ein Verfechter eines „Theaters der Armut“, in dem der (trainierte) Schauspieler im Mittelpunkt steht und nicht das Drumherum. Zudem war das Arbeitszimmer seiner Wohnung in der Rue de Gergovie im 14. Arrondissement von Paris oft Aufführungsort für seine Stücke und Treffpunkt der französischen Literatur- und Theaterszene.

## Zitat
„Nur wenn der Schauspieler darauf verzichtet, in Begleitung seines Körpers auf die Bühne zu kommen, wird er darauf verzichten können, die Kunst des Körpers zu studieren.“

## Filmografie (Auswahl)
- 1932: Das Ding ist geschaukelt (L'Affaire est dans le sac), Regie: Pierre Prévert
- 1943/45: Kinder des Olymp (Les enfants du Paradis), Regie: Marcel Carné
- 1946: Voyage surprise, Regie: Pierre Prévert
- 1957 Woll’n Sie nicht mein Mörder sein? (Comme un cheveu sur la soupe), Regie: Maurice Régamey

## Werke
- Étienne Decroux: Paroles sur le mime. Gallimard, Paris 1963.